# Synthetoceras
Synthetoceras is een geslacht van uitgestorven evenhoevigen, behorende tot de familie der Protoceratidae, waar Synthetoceras tevens de laatste en grootste vertegenwoordiger van was. Synthetoceras tricornatus is de enige soort binnen het monotypische geslacht. Synthetoceras leefde in het Laat Mioceen, in het gebied wat nu de Amerikaanse staat Texas omvat.
Synthetoceras werd ongeveer twee meter lang en werd gekenmerkt door zijn hertachtige voorkomen. Synthetoceras leefde in kuddes en was een herbivoor. Het dier had een lange en lage schedel uitgerust met twee gekromde hoorns vlak boven de wenkbrauwlijn en een lange, Y-vormig vertakte hoorn op de snuit. Net als bij de andere vertegenwoordigers van de familie der Protoceratidae hadden alleen de mannetjes hoorns, die werden gebruikt om te imponeren en om te vechten.